# Notre-Dame-de-l'Osier
Notre-Dame-de-l'Osier is een gemeente in het Franse departement Isère (regio Auvergne-Rhône-Alpes) en telt 393 inwoners (1999). De plaats maakt deel uit van het arrondissement Grenoble.

## Geografie
De oppervlakte van Notre-Dame-de-l'Osier bedraagt 8,5 km², de bevolkingsdichtheid is 46,2 inwoners per km².
De onderstaande kaart toont de ligging van Notre-Dame-de-l'Osier met de belangrijkste infrastructuur en aangrenzende gemeenten.

## Demografie
Onderstaande figuur toont het verloop van het inwonertal (bron: INSEE-tellingen).